# ポップ (アルバム)
『POP』 (ポップ) は、アイルランドのロックバンド、U2のが1997年にリリースしたアルバムである。

## 概要

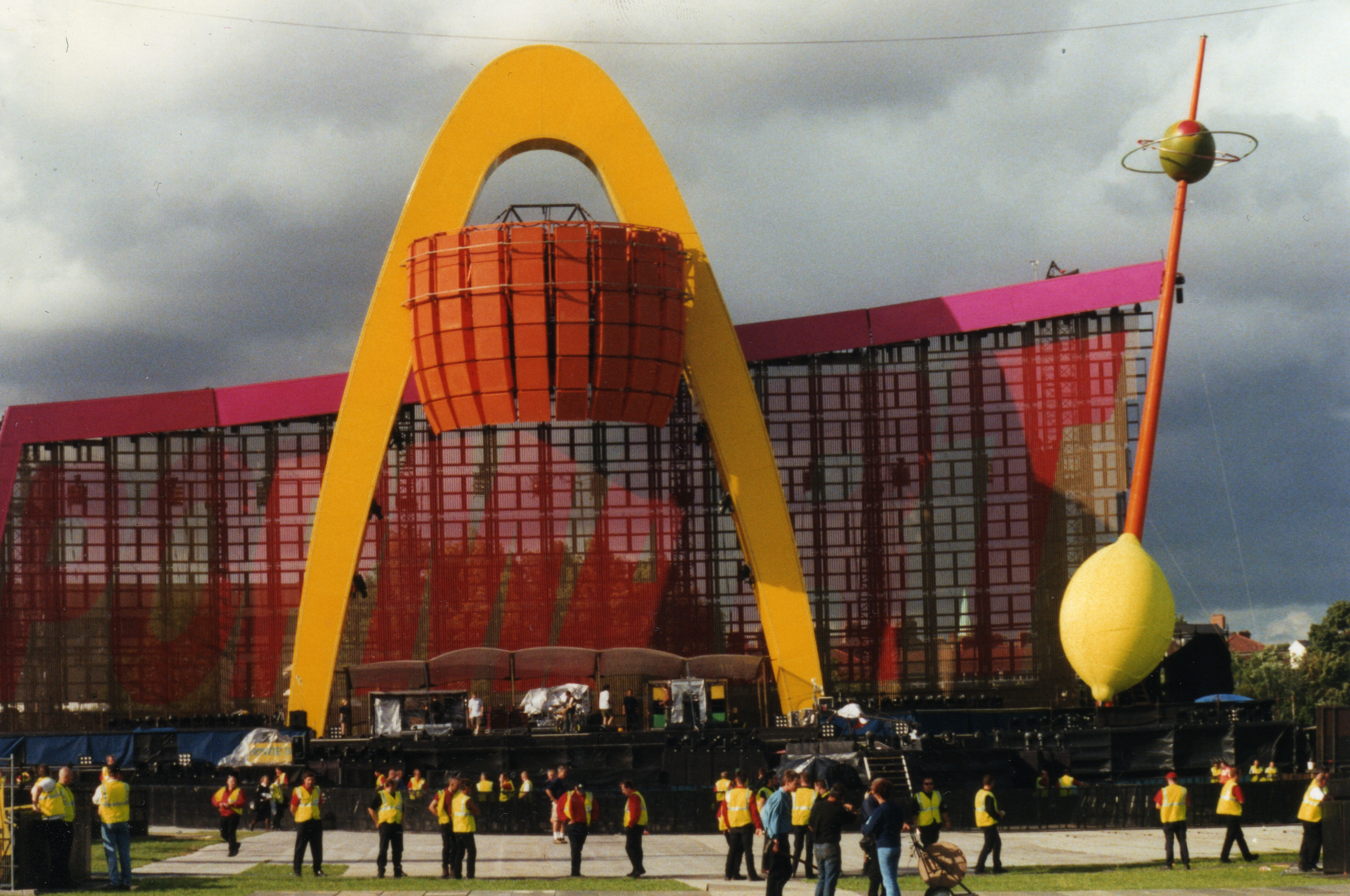
PopMartツアーの巨大セット

1993年発表の『ZOOROPA』から3年半ぶりにリリースされた9枚目のスタジオアルバム。1991年の『アクトン・ベイビー』から続いたU2の1990年代テクノロジー路線の総決算的な一枚となった。全米・全英チャートで1位を獲得し、「ZOOTVツアー」をしのぐ巨大ステージセットを持ち込んだ「PopMartツアー (PopMart Tour) 」を世界各地で敢行した。
本作のテーマはロックとダンスミュージックのさらなる融合で、当時イギリスで流行していたOasis、Blur、The VerveらのギターロックとUnderworld、The Chemical Brothers、Prodigyらのクラブミュージックを足しで2で割らないのようなことを目論んでいたようだ。
アルバムのレコーディングは1995年9月Hanover Quayで始まり、プロデューサーにはネリー・フーパーを迎え、他に『The Joshua Tree』以降レコーディングエンジニアとして信頼してきたフラッド、SOUL II SOULのエンジニアだったハウイー・B、ポール・オーケンフォールドとのコラボで知られるスティーブ・オズボーン、マリウス・デヴリーズらが参加して、12月まで続けられた。この間、ラリーは腰の病気でドラムが叩けなくなったのでセッションを欠席し、ドラムループを使ってセッションは行われた。ちなみに「If God Will Send his Angels」「Wake Up Dead Man」「If You Wear that Velvet Dress」「Last Night on Earth」は『Zooropa』のアウトテイクで、このあたりセッションで既に形を現していたようだ。
そしてレコーディングは2月に再開。この時ラリーが戻ってきたが、ネリー・フーパーは多人数体制のレコーディングが肌に合わず、やがて離脱。フラッドとハウイー・Bがプロデューサー、スティーブ・オズボーンがアディショナル・プロダクションという体制が固まった。1996年はマイアミのSouth Beach Studios、ダブリンのWindmill LaneとThe Worksでもセッションを行った。当時アルバムは1996年10月14日のリリースが予定されていたが、結局、伸びに伸びて1997年3月になった。バンドはアルバム最終日までレコーディングを行っており、「Last Night on Earth」などはレコーディング最終日に完成した曲である。
ちなみに1996年10月26日に30秒ほどの「Discothèque」と「Wake Up Dead Man」がインターネットに流出、12月27日には「Discothèqueのフルバージョンが流出」し、U2のアルバム収録曲として初めてリリース前にインターネットに流出するという不名誉な記録を打ち立てている。おかげでバンドは「Discothèque」のラジオ解禁を早めざるをえなくなり、1997年1月7日、デイブ・ファニングが自身のラジオ番組で「Discothèque」を流した。
そしてリリースされたアルバムは、テクノ、ブレイクビーツ、トリップ・ホップなど多彩なアレンジを施しているが、オープニングのきらびやかな3曲から転じて、中盤以降はミディアムテンポの落ち着いたナンバーが並ぶ。先行発売されたシングル「ディスコテック」のMVでは、メンバー4人がヴィレッジ・ピープルを模したコスチュームでダンスを踊り話題となった。
ボーカルのボノは本作について「まだレコーディングをしている最中にツアーをブッキングするというミスを犯してしまった」「大慌てでアルバムを仕上げることになったけど、あともう2〜3ヶ月アルバム作りに時間を割いていたら、『POP』ははるかにいいアルバムに仕上がっていただろうね」と語っているが、マネージャーのポール・マクギネスは、逆に時間と金がたっぷりありすぎて失敗したと述べている。
ちなみにアルバムのタイトルの候補には「Expect Nothing」や「But the Best」というのも挙がっていた。
あと意外なことだが、「The Playboy Manshion」以外は、すべての収録曲がライブで演奏されたことがあるアルバムである（その「The Playboy Manshion」も挿入歌でライブで登場している）。
このアルバムはU2を新人時代から応援し、1996年に他界したホットプレス編集長・ビル・グラハムに捧げられている。

## 収録曲

### 楽曲一覧
| 全作詞: ボノ 、 ジ・エッジ、全作曲: U2。 |                                                        |                    |            |                                     |      |
| #                                        | タイトル                                               | 作詞               | 作曲・編曲 | プロデューサー                      | 時間 |
| 1.                                       | 「ディスコテック」                                     | ボノ 、 ジ・エッジ | U2         | フラッド                            | 5:19 |
| 2.                                       | 「ドゥ・ユー・フィール・ラヴド」                       | ボノ 、 ジ・エッジ | U2         | スティーヴ・オズボーン フラッド     | 5:07 |
| 3.                                       | 「モーフォ」                                           | ボノ 、 ジ・エッジ | U2         | フラッド                            | 5:49 |
| 4.                                       | 「イフ・ゴッド・ウィル・センド・ヒズ・エンジェルス」   | ボノ 、 ジ・エッジ | U2         | フラッド ハウイーB                  | 5:22 |
| 5.                                       | 「ステアリング・アット・ザ・サン」                     | ボノ 、 ジ・エッジ | U2         | フラッド スティーヴ・オズボーン [a] | 4:36 |
| 6.                                       | 「ラスト・ナイト・オン・アース」                       | ボノ 、 ジ・エッジ | U2         | フラッド                            | 4:45 |
| 7.                                       | 「ゴーン」                                             | ボノ 、 ジ・エッジ | U2         | フラッド                            | 4:26 |
| 8.                                       | 「マイアミ」                                           | ボノ 、 ジ・エッジ | U2         | ハウイーB フラッド                  | 4:52 |
| 9.                                       | 「ザ・プレイボーイ・マンション」                       | ボノ 、 ジ・エッジ | U2         | フラッド ハウイーB                  | 4:40 |
| 10.                                      | 「イフ・ユー・ウェア・ザット・ヴェルヴェット・ドレス」 | ボノ 、 ジ・エッジ | U2         | フラッド                            | 5:15 |
| 11.                                      | 「プリーズ」                                           | ボノ 、 ジ・エッジ | U2         | フラッド ハウイーB                  | 5:02 |
| 12.                                      | 「ウェイク・アップ・デッド・マン」                     | ボノ 、 ジ・エッジ | U2         | フラッド                            | 4:52 |
| 合計時間:                                | 合計時間:                                              | 合計時間:          | 60:09      |                                     |      |

### 楽曲解説
- ドゥ・ユー・フィール・ラヴド - Do You Feel Loved
ボノがハウイー・Bと一緒にクラブで聴いたNaked Funk（ハウイー・Bが主催していたPussyfoot Recordsというレーベルから作品をリリースしている）の「Alien Groove Sensation」という曲をサンプリングしている。[8]メンバーの評価はいま一つといったところらしく、Popmartツアーで6回演奏されただけで、早々とセトリから消え、以来、1度も演奏されていない。
- ゴーン - Gone
元は「Suit of Lights」というタイトルだった。[9]曲のテーマはロックスターにつきものの個人的葛藤。罪の意識、二面性、そして突然大金持ちになったことによる感情の変化。ボノとエッジのお気に入りで、シングルカットも検討されていた。[2]Popmartのすべてのライブで演奏され、Elevationツアーでも演奏された。その際、この曲はマイケル・ハッチェンスに捧げられた。
- マイアミ - Miami
元は「Super City Mania」というタイトルだった。[10]レコーディングを中断してマイアミで休暇中にボノが書き、メンバーでセッションして作った曲。プロデューサーのハウイー・Bが『Pop』で1番好きな曲[11]で、発表当時、石野卓球も絶賛していた。[12]Elevationツアーと360度ツアーのマイアミ公演では挿入歌として登場している。
- ザ・プレイボーイ・マンション - The Playboy Mansion
元は「Hymn To Mr. Universe」というタイトルだった。[13]The Playboy Mansionはアメリカに蔓延している虚栄と物質主義を象徴するような場所で、そこでは夜な夜なセレブと美女と有名人による乱痴気パーティが繰り広げられているのだ。The Turtlesの1969年の「You Showed Me」という曲がサンプリングされている。[8]『Pop』収録曲で唯一ライブで演奏されたことがない曲だが、イノセンス・アンド・エクスペリエンス・ツアーが始まる前には、エッジがツアーでこの曲を演奏しようと強硬に主張していたらしい。
また『Pop』をリリースした後、プレイボーイ誌からファックスから届き、バンドがなぜプレイボーイ誌のロゴを使っているのか質問してきた。調べてみると、たしかにジャケットを横に傾けるとラリーの目元のあたりが、プレイボーイ誌のロゴマークのように見える。
- イフ・ユー・ウェア・ザット・ヴェルヴェット・ドレス - If You Wear That Velvet Dress
『Zooropa』のアウトテイク。『Zooropa』は収録曲も曲のタイトルも最後までくるくる変わったので、ジャケットには結局アルバムには収録されなかった「Wake Up Dead Man」「Hold Me, Thrill Me, Kiss Me, Kill Me」「 If You Wear That Velvet Dress」の文字（紫色）が残っている。
『Pop』のレコーディングの初期にネリー・フーパーが今の形にした。ボノは気に入らないようで、2007年にジュールズ・ホランドがこの曲をリアレンジしたが、そちらのほうがよりクラシックな雰囲気→「イフ・ユー・ウェア・ザット・ヴェルヴェット」

## 評価

### イヤーオブ
- 1997年ホットプレス年間ベストアルバム第8位[14]
- 1997年ヴィレッジ・ボイスPazz＆Jopアルバムリスト第31位[15]
- 1997年Qマガジン年間ベストアルバム[16]
- 1997年Vox年間ベストアルバム第29位[17]
- 1997年ギタリスト・マガジン年間ベストアルバム30[18]
- 1997年OOR（オランダ）年間ベストアルバム第77位[19]
- 1997年Humo（フランス）年間ベストアルバム第2位[20]
- 1998年ホットプレス読者が選ぶ年間ベストアイリッシュアルバム
- 1998年ホットプレス読者が選ぶ年間ベストアルバムジャケット
- 1998年グラミー賞ベストロックアルバム部門ノミネート
- 1998年エンターテイメント・ウィークリー・ベストロックアルバム1997

### オールタイム
- 102.1 The Edge（オーストラリアのラジオ局）90年代のトップ102アルバム第85位
- 2000年エルビス・コステロが選ぶ500枚のアルバム[21]
- 2000年ヴァージンが選ぶオールタイムベストアルバム1000第805位[22]
- 2005年ホットプレス・オールタム偉大なアイリッシュアルバム第35位
- 2011年Qマガジンが選ぶ人生のアルバム250第194位[23]